# 西方的没落

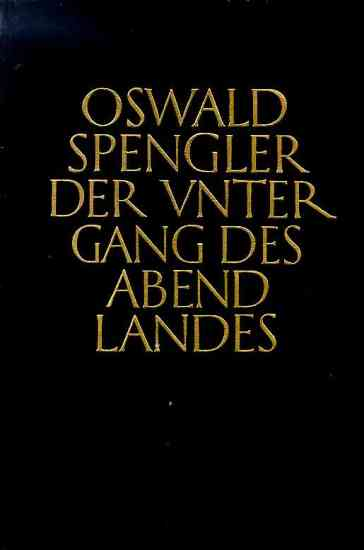
1922年德文第二版封面

《西方的没落》（德語：Der Untergang des Abendlandes）是德国历史哲学家奥斯瓦尔德·斯宾格勒的两卷本著作，第一卷发表于1918年夏，第二卷以《世界史的视角》为名发表于1923年。斯宾格勒将他的书称为“哥白尼式的革命”，其拒绝欧洲中心史观，尤其反对把历史划为线性的古代-中世纪-近代。斯宾格勒认为历史中有意义的单位不是时期而是以有机体形式发展的完整文化体。他承认至少有八个高等文化体，即巴比伦、埃及、中华、印度、中美洲（玛雅/阿兹特克）、古典（希腊/罗马）、阿拉伯、西方或欧洲。文化体有生命周期，约一千年的繁荣期和一千年的衰退期，每一个文化体的最后阶段就是他所说的“文明”。